# Населённые пункты, вошедшие в состав Перми
Населённые пункты, вошедшие в состав Перми — перечень населённых пунктов, существовавших на территории современной Перми и не являющиеся географическими объектами (или административно-территориальными единицами) административного деления Перми.
При включении в городскую черту топоним (название упразднённого населённого пункта или местности) может сохраняться в названии микрорайона, жилмассива, остановки общественного транспорта.
После вхождения населённого пункта в черту города его уличная сеть включается в общегородскую, что приводит, при необходимости, переименование урбанонимов (элементов уличной сети).

## Дзержинский район
- Андроново, пос.
- Большое Субботино, д.
- Верхние Муллы, пос.
- Елесино, пос.
- Заостровка, пос.
- Казанцево, д.
- Касьяны, д.
- Кокорята, д.
- Комсомольский (Осенцы), пос.
- Коршунова Гора, д.
- Макарята, д.
- Малое Субботино, д.
- Монастырек, д.
- Первомайский, пос.
- Сараи, пос.
- Светлый, пос.
- Усть-Муллы, пос.
- Хмели, д.
- Шпальный, пос.

## Кировский район
- Кирова, пос.
- Крым, пос.
- д. Налимиха, теперь Старая Налимиха
- Нижняя Курья, пос.
- Оборино, д.
- Октябрьский, пос.
- пос. Окулова, теперь микрорайон Акуловский
- Плотбище, пос.
- Январский, пос.

## Мотовилихинский район
- Верхняя Курья, пос.
- Костарёво, д.

## Орджоникидзевский район
- Азово, д.
- Верхнемостовая, д.
- ДМ3, пос.
- Заозерье, пос.
- Кислотные Дачи, пос.
- Лёвшино, пос.
- Нижнемостовая, д.
- Плотинка, д.
- Свободный, пос.
- Соцпосёлок
- Химики, пос.
- Чапаева, пос.
- Шустовка, д.
- Январский, пос.

## Свердловский район
- Владимирский, пос.
- Евсино, пос.
- Жарено, д.
- Крохалева, пос.
- Липовая Гора, пос.
- Мохначи, д.
- Немочеево, д.
- Санаторий «Подснежник», пос.
- Соболи, д.
- Столяры, д.
- Южный, пос.